# 新竹市議會
新竹市議會是中華民國臺灣省新竹市的最高立法機關，位於新竹市北區。目前為第11屆市議會，自2022年12月25日就任。

## 歷任正副議長

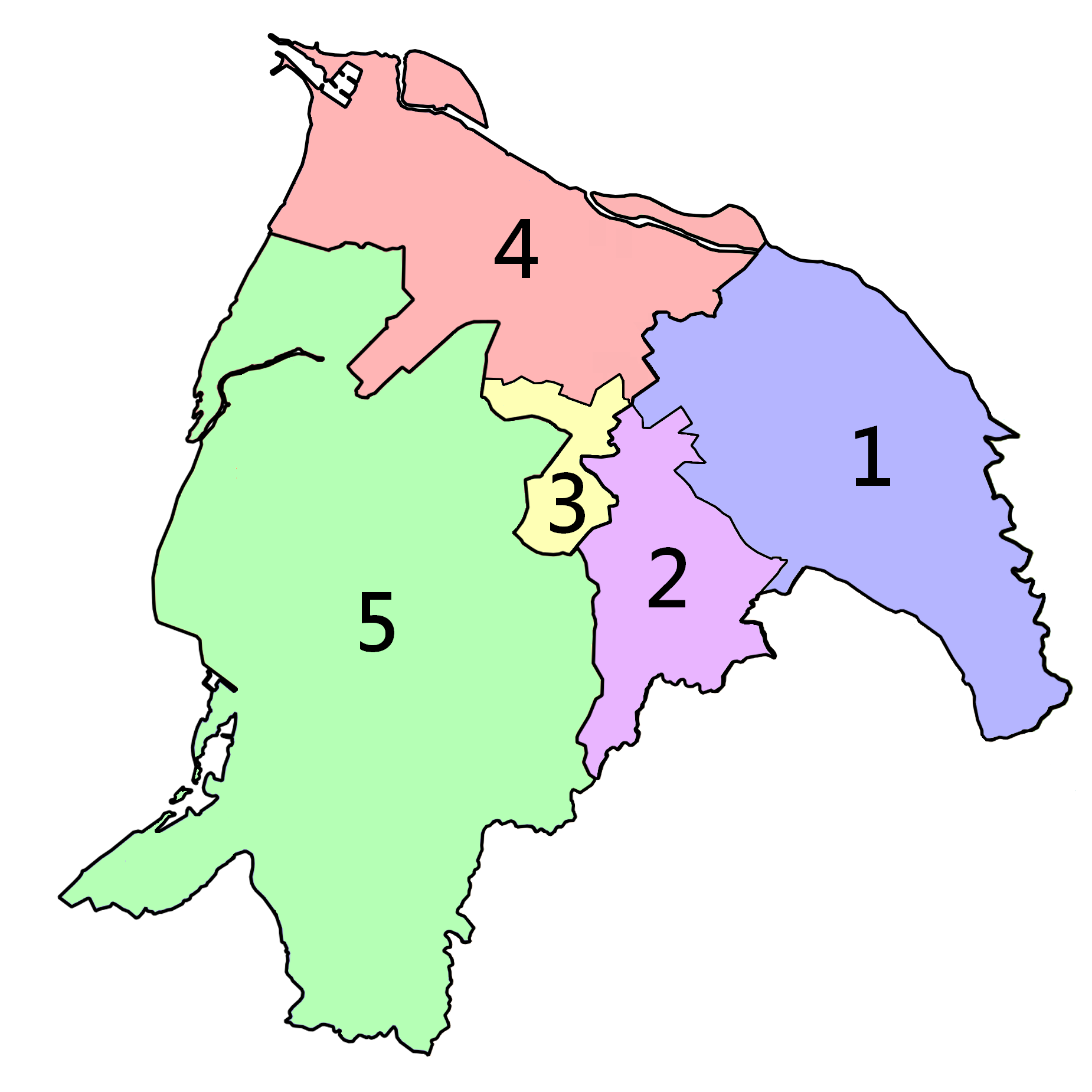
新竹市議會選區圖

| 新竹市（省轄市）議會 第二次時期 |                |                |        |        | |
| 第一屆                          | 1982年7月1日   | 1986年2月28日  | 鄭再傳 | 郭根章 | 鄭再傳議長等16名議員由新竹縣議會轉任新竹市議員。1982年9月18日舉行第1屆市議員補足差額選舉，由12名候選人選出補足7名議員。:477 |
| 第二屆                          | 1986年3月1日   | 1990年2月28日  | 鄭再傳 | 楊金木 | |
| 第三屆                          | 1990年3月1日   | 1994年2月28日  | 楊金木 | 何清田 | |
| 第四屆                          | 1994年3月1日   | 1998年2月28日  | 楊金木 | 鄭成光 | |
| 第五屆                          | 1998年3月1日   | 2002年2月28日  | 鄭成光 | 曾義豐 | |
| 第六屆                          | 2002年3月1日   | 2006年2月28日  | 鄭成光 | 謝文進 | |
| 第七屆                          | 2006年3月1日   | 2010年2月28日  | 鄭成光 | 謝文進 | 第7屆新竹市議員列表 |
| 第八屆                          | 2010年3月1日   | 2014年12月25日 | 謝文進 | 孫鍚洲 | 第8屆新竹市議員列表 |
| 第九屆                          | 2014年12月25日 | 2018年12月25日 | 謝文進 | 許修睿 | 第9屆新竹市議員列表 |
| 第十屆                          | 2018年12月25日 | 2022年12月25日 | 許修睿 | 余邦彥 | 第10屆新竹市議員列表 |
| 第十一屆                        | 2022年12月25日 |                | 許修睿 | 余邦彥 | 第11屆新竹市議員列表 |

## 現任選區議員
新竹市議會議員現有34席，分為6個選區，選區議員分配如下
- 第一選舉區（東區）：12席[註 1]
- 第二選舉區（南區）：4席
- 第三選舉區（西區）：2席
- 第四選舉區（北區）：9席
- 第五選舉區（香山區）：6席
- 第六選舉區（平地原住民選區）：1席

- 第一到第四選舉區依1945年至1950年行政區劃分，後來行政區整併，南區併入東區，西區則併入北區，今行政區僅存東區、北區以及未經整併的香山區。[6]

## 議會黨團及席次
| 政黨           | 政黨           | 議會黨團幹部                                       | 加入黨團議員           | 席次 |
| -------------- | -------------- | -------------------------------------------------- | ---------------------- | ---- |
| 中國國民黨黨團 | 中國國民黨黨團 | 總召：陳慶齡 副總召：鍾淑英、黃美慧 總幹事：張祖琰 |                        | 13   |
|                | 中國國民黨     | 總召：陳慶齡 副總召：鍾淑英、黃美慧 總幹事：張祖琰 | 該黨黨籍議員           | 12   |
|                | 無黨籍         | 總召：陳慶齡 副總召：鍾淑英、黃美慧 總幹事：張祖琰 | 彭昆耀                 | 1    |
| 民主進步黨黨團 | 民主進步黨黨團 | 總召：陳建名 副總召：待確定 幹事長：待確定         |                        | 9    |
|                | 民主進步黨     | 總召：陳建名 副總召：待確定 幹事長：待確定         | 該黨黨籍議員           | 9    |
| 新聯線聯盟政團 | 新聯線聯盟政團 | 總召：李國璋 副總召：陳啟源 發言人：宋品瑩         |                        | 7    |
|                | 臺灣民眾黨     | 總召：李國璋 副總召：陳啟源 發言人：宋品瑩         | 李國璋、宋品瑩         | 2    |
|                | 無黨籍         | 總召：李國璋 副總召：陳啟源 發言人：宋品瑩         | 鄭慶欽、孫鍚洲、林慈愛 | 3    |
|                | 中國國民黨     | 總召：李國璋 副總召：陳啟源 發言人：宋品瑩         | 余邦彥、陳啟源         | 2    |
| 時代力量黨團   | 時代力量黨團   | 總召：林彥甫                                       |                        | 3    |
|                | 時代力量       | 總召：林彥甫                                       | 蔡惠婷、林彥甫、廖子齊 | 3    |
|                | 無黨籍         | 田雅芳、吳國寶                                     | 田雅芳、吳國寶         | 2    |
| 總席次         | 總席次         | 總席次                                             | 總席次                 | 34   |

## 圖集

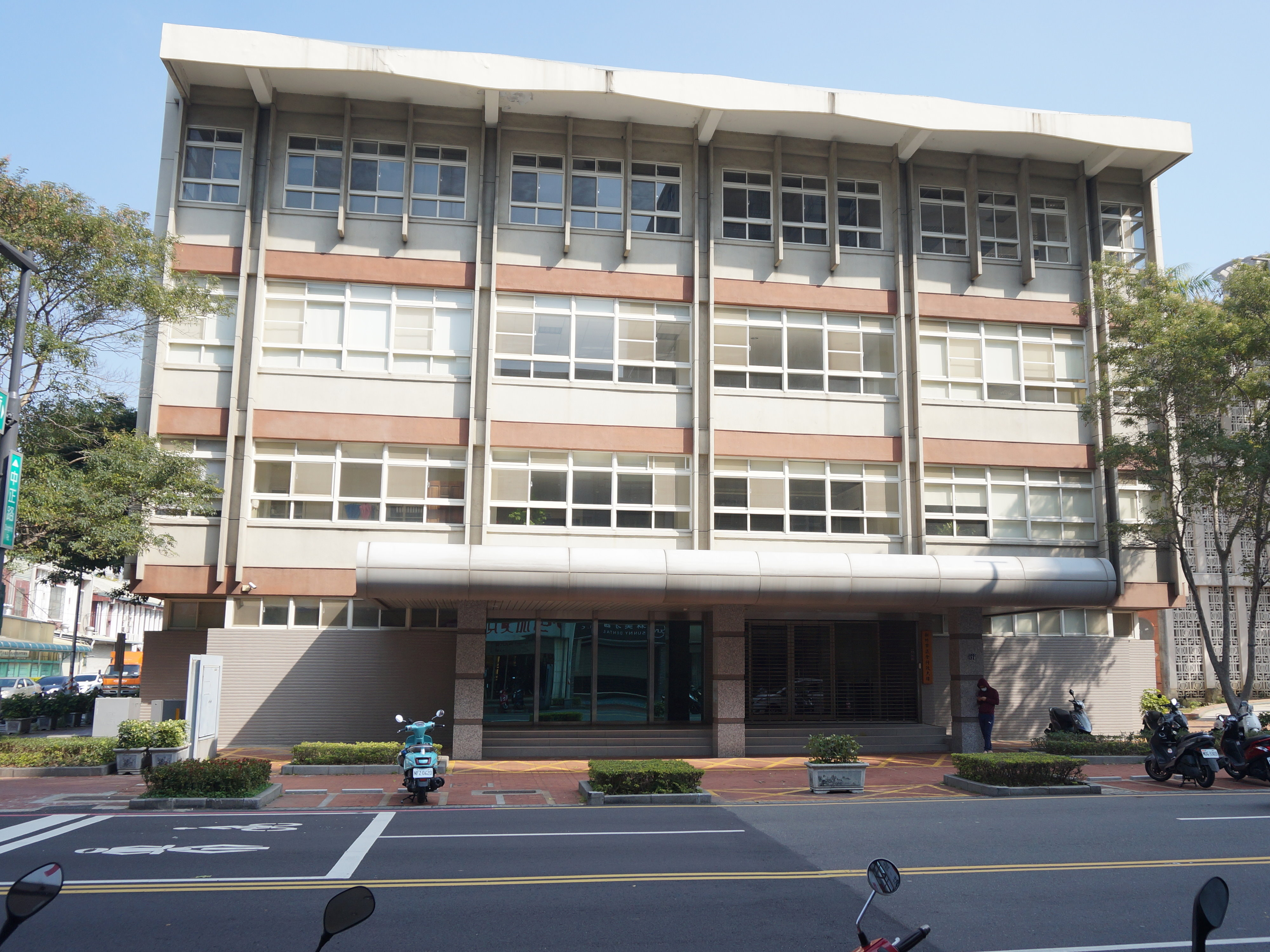
新竹市議會行政大樓

## 外部連結
- 官方网站（中文）
- YouTube上的新竹市議會頻道